# Josef Slíva

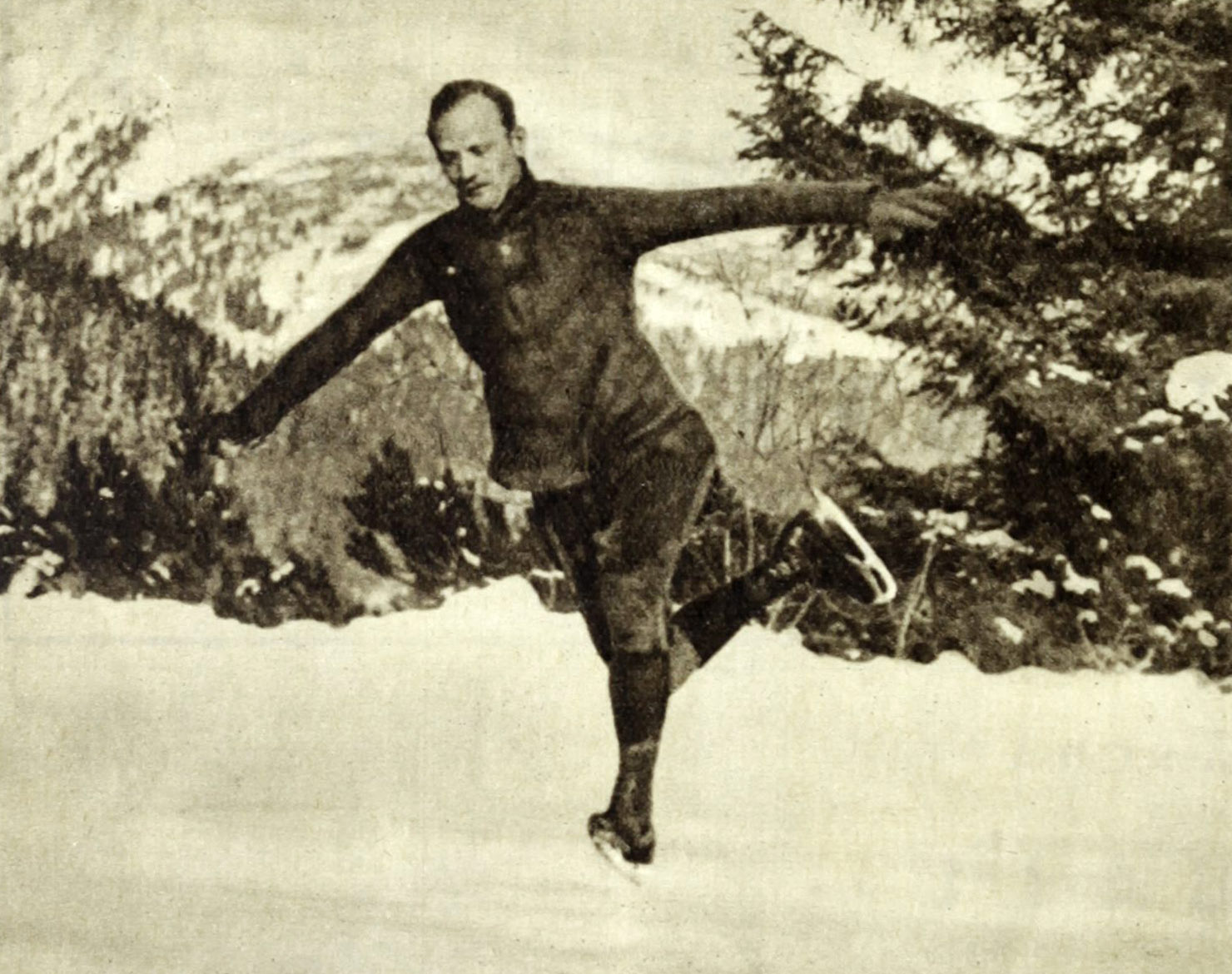
Josef Slíva, 1930

Josef Slíva (* 25. November 1898 in Třinec; † nach 1931) war ein tschechoslowakischer Eiskunstläufer.
Slíva nahm an drei Weltmeisterschaften teil. 1925 und 1926 wurde er Fünfter, 1931 Zwölfter. Er vertrat die Tschechoslowakei bei zwei Olympischen Winterspielen. 1924 in Chamonix verfehlte er mit dem vierten Platz eine Medaille nur knapp, 1928 in St. Moritz erreichte er den fünften Platz.

## Ergebnisse
| Meisterschaft / Jahr    | 1924 | 1925 | 1926 | 1927 | 1928 | 1929 | 1930 | 1931 |
| ----------------------- | ---- | ---- | ---- | ---- | ---- | ---- | ---- | ---- |
| Olympische Winterspiele | 4.   |      |      |      | 5.   |      |      |      |
| Weltmeisterschaften     |      | 5.   | 5.   |      |      |      |      | 12.  |